# Kastellet (Stockholm)
59°19′21.5″N 18°05′25″Ø / 59.322639°N 18.09028°Ø
 For alternative betydninger, se Kastellet (flertydig). (Se også artikler, som begynder med Kastellet)
Kastellet er en bygning på øen Kastellholmen i centrale Stockholm i Sverige, der siden 1935 har været fredet som statsligt byggnadsminne.
Det første kastel opførtes i 1667 af arkitekt Erik Dahlbergh. Efter at flåden flyttede til Karlskrona i 1680 forfaldt kastellet. Med oprettelsen af Skepps- och galäreskadern i 1715 blev kastellet renoveret. Det gik da under navnet Lilla kastellet södra rundeln. Nyt forfald fulgte i den sidste del af 1700-tallet og i 1784 besluttede man via et kongeligt brev at det kun skulle tjene som mindesmærke og ved saluteringer for ind- og udgående skibe. Huset ombyggedes og bestod på denne tid af en ottekantet bygning i sten. På det valmede telttag var et lanternetårn med flagstang og i kælderen var der et krudtlager.
Om eftermiddagen den 21. juni 1845 rystedes Stockholm af et brag da krudtlageret, som anvendtes til ammunitionsfabrikation sprang i luften. Man besluttede da at opføre et nyt kastel på stedet. Chefen for Ingeniørstaben Carl Fredrik Meijer udformede tegningerne til en middelalderromantisk tårnbyggning med to fløje. På det flade tårntag ville Meijer placere en 60-pundig bombekanon for at kunne beskyde angribende skibe. I en cirkelbue foran kastellet skulle et salutbatteri placeres med så grov kaliber at det også kunne anvendes i direkte forsvarsøjemed.
Planerne blev revideret af arkitekten og den øverste i flådens mekaniske stab Fredrik Blom. Tårnets proportioner blev ændret og der blev tilføjet et 20 meter højt rundt trappetårn; Kastellet med de to sidefløje til indkvartering, opførtes i rødt tegl på en høj sokkel af gråsten og med skydeskår på taget, mellem 1846-1848.
Indflytning i Kastellets logement skete først i 1850, men allerede året efter viste de sig unødvendige og i 1858 ombyggede man dem til tjenesteboliger for underofficerer. 1956 blev de kend uegnet til boliger, og i 1970'erne blev de en ombygget til kontor og konference.
På tårnets top vajer det tretungede svenske flag, som det har gjort siden 1660-tallet. Da marinen i form af Kystartilleriets skydeskole forlod Kastellet i 1990 troede man at man tog det ned for altid, men offentligheden, og især fartøjschefen på den daværende kystkorvetten HMS Stockholm protesterede. Kommandørkaptajn Kenneth Lindmark beordrede den 2. april 1990 at fartøjets flag skulle hejses på Kastellet. Dette vakte en vis opmærksomhed i hovedkvarteret. Fartøjet skød desuden svensk løsen (2 salutskud) ved passage når flaget hejstet. Den blev dog taget ned igen samme dag af marinestaben, men siden den 6. juni 1990 har to vagter fra Högvakten i Stockholm sejlet ud til Kastellholmen hver dag for at hejse og nedhale flaget.

## Eksterne kilder og henvisninger
1. ↑  SFV Kulturvärden 1995:1 (Webside ikke længere tilgængelig)
2. ↑  "Thomas Roth: Det senare 1900-talets svenska befästningskonst" (PDF). Arkiveret fra originalen (PDF) 12. august 2010. Hentet 6. februar 2013.
3. ↑  Bebyggelsesregisteret
4. ↑  File:LastScanKastellet.jpg - Wikimedia Commons
5. ↑  "Information enligt Statens fastighetsverk om Kastellet på Kastellholmen". Arkiveret fra originalen 27. oktober 2011. Hentet 6. februar 2013.

- Wikimedia Commons har flere filer relateret til Kastellet (Stockholm)
- Stockholms byggnader Fredric Bedoire, Bokförlaget Prisma, Stockholm 1977 ISBN 91 518 1125 1
- Guide till Stockholms arkitektur, Olof Hultin, Bengt OH Johansson m.fl. Arkitektur Förlag AB 2005 ISBN 91-86050-58-3